# Ulrich Heber
Ulrich Wolfgang Heber (* 25. Oktober 1930 in Freital; † 12. Juni 2016 in Klingenberg) war ein deutscher Professor für Botanik an der Julius-Maximilians-Universität Würzburg.

## Leben
Seine Hauptforschungsgebiete sind die Biochemie des Stresses von Pflanzen: Gefrierresistenz, Wasserhaushalt, Luftschadstoffe wie SO2 oder Ozon. Mit diesen Arbeiten trug er zur Kenntnis des in den 1980er Jahren vieldiskutierten Waldsterbens bei.
Er leistete aber auch wesentliche Beiträge zur Kenntnis des Stoffaustausches zwischen Chloroplast und Cytoplasma. Sein Artikel Metabolite exchange between chloroplasts and cytoplasm (Annu. Rev.
Plant Physiol. 25: 393-421) von 1974 wurde in den ersten sechs Jahren über 150-mal zitiert.
Heber erhielt 1986 zusammen mit Otto Ludwig Lange den Gottfried-Wilhelm-Leibniz-Preis. Es war das erste Mal, dass ein Leibniz-Preis an zwei Personen vergeben wurde. 1990 wurde er Mitglied der Deutschen Akademie der Naturforscher Leopoldina.
2016 starb er im Klingenberger Ortsteil Höckendorf.

## Schriften
- Wirkung von potentiell sauren Schadgasen und Ozon auf Blätter. Lehrstuhl für Botanik I, Universität Würzburg
- Stoffliche Veränderungen in der Weizenpflanze beim Erwerb der Frostresistenz im Zusammenhang mit deren Ursachen. 1957
- Untersuchungen zur Physiologie und Biochemie der Chloroplasten im Zusammenhang mit der Proteinsynthese. Bonn 1962
- Loss of adenosine triphosphate synthesis caused by freezing and its relationship to frost hardiness problems. Kernforschungsanlage, Zentralbibliothek, Jülich 1964
- Photosynthese und Phosphathaushalt. Kernforschungsanlage, Zentralbibliothek, Jülich 1964
- Changes in the intracellular levels of ATP, ADP, AMP and Pi and regulatory function of the adenylate system in leaf cells during photosynthesis; Santarius, Kurt A. Kernforschungsanlage, Zentralbibliothek, Jülich 1965
- Säurebelastung und Säuretoleranz von Blättern. Lehrstuhl Botanik 1 der Universität Würzburg, 1988
- Kapazitäten für oxidative und reduktive Entgiftung von SO2 und NO2 und für die Neutralisation von Säure in Blättern und Nadeln von Waldbäumen; Slovik, Stefan Erwin. - PBWU, Neuherberg 1994
- W. Elling, U. Heber, A. Polle, F. Beese: Schädigung von Waldökosystemen. Auswirkungen anthropogener Umweltveränderungen und Schutzmaßnahmen. Elsevier, München 2007, ISBN 978-3-8274-1765-7